# Кенжеханов, Данияр Муратулы
Данияр Муратулы Кенжеханов (каз. Данияр Мұратұлы Кенжеханов; родился 20 января 1983 года, Каскелен, СССР) — казахский футболист, играл на позиции нападающего.

## Карьера
За свою карьеру Кенжеханов сменил несколько клубов из Казахстана. Начинал играть на профессиональном уровне форвард в составе алма-атинского ЦСКА. Затем он играл за «Каспий», «Карасай-Сарбаздары» и «Восток».
Следующим клубом для игрока стал «Алма-Аты», за которую он забил 3 гола в 24 играх. Провел 2 матча за «Тобол», 42 игры за «Восток» (забил за клуб 8 голов).
Летом 2012 года заключил контракт с «Байтереком», где и завершил карьеру.
В составе сборной Казахстана провел 6 игр и забил мяч в ворота сборной Грузии (1:2).